# Markus Pajur
Markus Pajur (Kiili, Estonia, 23 de septiembre de 2000) es un ciclista profesional estonio. Desde 2024 corre para el equipo amateur francés EC Saint-Etienne Loire.

## Palmarés
2020
- 3.º en el Campeonato de Estonia Contrarreloj

2024
- 3.º en el Campeonato de Estonia en Ruta

## Equipos
- Tartu 2024 (2019-2020)
- Arkéa Samsic[2] (2021-2022)
- Tartu2024 Cycling Team (2023)